# Pervomajs'kyj
Pervomajs'kyj (in ucraino Первомайський?), fino al 1952 chiamata Lichačëvo, è una città (30,000 abitanti) situata nel distretto di Lozova, nell'oblast' di Charkiv in Ucraina. Ospita l'amministrazione della comunità territoriale di Pervomajs'kyj,una delle comunità territoriali dell'Ucraina.
Fino al 18 luglio 2020 Pervomajs'kyj era classificata come città di rilevanza regionale e apparteneva al comune di Pervomajs'kyj. Come parte della riforma amministrativa dell'Ucraina, che ha ridotto a sette il numero dei distretti dell'oblast' di Charkiv, la città è stata inclusa nel distretto di Lozova.